# Gareth Lockrane
Gareth John Lockrane (* 30. Januar 1976 in Stoke-on-Trent) ist ein britischer Jazzmusiker (Flöte, Piccoloflöte, Altflöte, Bassflöte, gelegentlich Piano, Komposition und Arrangement).

## Leben und Wirken
Lockrane begann das Flötenspiel im Alter von zehn Jahren; über die Schallplattensammlung seines Vaters fand er mit 14 Jahren zum Jazz. Seine Haupteinflüsse auf der Flöte sind Frank Wess, Joe Farrell, James Clay, Roland Kirk, Paul Horn, Hubert Laws und James Moody. 1994 schrieb er sich für den Jazzkurs der Royal Academy of Music in London ein, wo er bei Stan Sulzmann, Hugh Fraser und Eddie Parker  studierte. Er arbeitete mit Kommilitonen wie Tom Cawley, Osian Roberts oder Orlando le Fleming. 1998 studierte er in New York bei Joe Lovano, Dick Oatts und Jim McNeely. Von 2006 bis 2008 schloss er ein Masterstudium als Filmkomponist an der National Film & Television School an. 
2002 gründete er mit dem Saxophonisten Alex Garnett die Band Grooveyard, die das Album Put the Cat veröffentlichte und 2005 international auf Tournee war. 2012 folgte in dieser Besetzung das Album The Struth. Mit seinem Septett, zu dem die Bläser Robbie Robson, Steve Kaldestad, Trevor Mires sowie in der Rhythmusgruppe Robin Aspland, Matt Miles und Matt Home gehören, legte er das Album No Messin vor. Auch dem London Jazz Festival 2008 stellte er erstmals seine Bigband vor, die auch bei Ronnie Scott’s Jazz Club erfolgreich auftrat und das Album Fistfight at the Barndance vorlegte.
Weiterhin trat er mit Bheki Mseleku und in Phil Robsons IMS Quintet (mit Mark Turner) auf, aber auch mit Jack DeJohnette, Cheryl Bailey, Georgia Mancio, Kate Williams, Claudio Passavanti, Hans Koller, Laurence Cottle, Anita Wardell oder Gwilym Simcock. Er ist auch auf Alben von Christine Tobin, Phil Donkin, Incognito, Paul Booth, Natalie Williams, Simon Woolf oder dem James Taylor Quartet zu hören.
Ab 2010 leitete er an der Royal Academy of Music die Jazzabteilung der Junior Academy. Zudem schrieb er die Musik für den Film China's Wild West.

## Preise und Auszeichnungen
Lockrane war mit der Band The Jazz System 1997 Finalist beim Wettbewerb des Jazz Fest Wien; 2000 war er Finalist bei Wettbewerb um den Young Jazz Musician of the Year. 2010 wurde sein Album No Messin als „Jazzalbum des Jahres“ mit einem Parliamentary Jazz Award ausgezeichnet. Auch wurde er auf der Flötisten-Liste als „Rising Star“ im -Kritikerpoll des Down Beat geführt.

## Diskographische Hinwreise
- Gareth Lockrane Big Band – Fistfight at the Barndance (Whirlwind, 2019)

## Lexikalische Einträge
- John Chilton, Who Is Who in British Jazz London 2005; ISBN 978-0826472342